# Сланцы (завод)
Химический завод «Сланцы» (официально: ОАО «Завод Сланцы») — предприятие по переработке горючих сланцев, основное предприятие химической промышленности в городе Сланцы Ленинградской области.

## История
В 1937 году началось строительство Гдовского сланцеперерабатывающего и битумного завода, в октябре 1939 года была пущена первая опытно-промышленная печь.
С 1940 года завод называется «Стройбитум».
В 1952 году было создано государственное предприятие «Газосланцевый завод» (поздне́е — Сланцеперерабатывающий завод «Сланцы», СПЗ).
Основной его продукцией были сланцевое масло и горючий газ (отсюда его жаргонное название «Газзавод»).
В августе 1993 года было зарегистрировано ОАО «Завод „Сланцы“», которое является правопреемником перечисленных предприятий.
За время существования завода характер производства, его основной профиль, номенклатура продукции значительно изменились. Доля сланцепереработки теперь незначительна, основной профиль предприятия — прокалка кокса и нефтехимическое производство, в т. ч. и на экспорт (нефтеполимерная смола поставляется в Германию, Италию, Польшу, прокалённый нефтяной кокс — во Францию и Таджикистан, каменноугольный полукокс — в Норвегию). В 2005 году Завод «Сланцы» выпускал 40 % объёма промышленной продукции города.
Президент РФ Владимир Путин указом от 19 ноября 2007 года № 1536 исключил ОАО «Завод „Сланцы“» из перечня стратегических предприятий.

## Собственники и руководство
Уставный капитал компании составляет 267 807 рублей.
Он разделён на 200 855 обыкновенных и 66 952 привилегированные акции типа «А» номиналом 1 руб.
Основными акционерами предприятия являются:
- Росимущество — 41,75 %,
- «ИНГ Банк (Евразия) ЗАО» (Москва, номинальный держатель) — 29,81 %
- ЗАО «Депозитарно-клиринговая компания» (Москва, номинальный держатель) — 17,39 %.

Директора предприятия:
- Евгений Крылов (до апреля 2008 года)[1]
- Самуил Гандельман (с апреля 2008 года)[1]